# Nerawareta Gakuen
Nerawareta Gakuen (ねらわれた学園 Nerawaretagakuen?) es una película de anime de ciencia ficción, que se estrenó en Scotland Loves Anime el 19 de octubre de 2012 y luego en Japón el 10 de noviembre del mismo año con una duración de 110 minutos, creada por los estudios Sunrise y dirigida por Ryosuke Nakamura.

## Creación
Nerawareta Gakuen es una novela de Taku Mayumura que fue publicada en el año 1973, de la cual se han hecho cuatro dramas en vivo, y dos películas de acción en vivo. La película de Anime Nerawareta Gakuen está basada en esta misma novela.
En la adaptación al anime se cambia un poco el género, los personajes y algunos argumentos originales de la novela de los años setenta, pero sigue teniendo el mismo núcleo de la historia. La novela dio lugar a una trama romántica y ciencia ficción de horror. Nerawareta Gakuen es la primera película dirigida por Ryosuke Nakamura después de haber dirigido la serie de televisión Box of Goblins. La historia es muy conocida en Japón y eso se ve reflejado en la narración.[cita requerida]
El papel de la heroína lo hace Mayu Watanabe de AKB48.

## Argumento
Es el comienzo de otro nuevo año escolar en una escuela secundaria en Kamakura. Ryoichi Kyogoku es un estudiante nuevo que se une al 8º grado. Kyogoku tiene una habilidad muy especial es la telepatía y ha sido ordenado por su padre a utilizar esta capacidad para escanear las mentes de otras personas y hacerse cargo de la escuela. 
Al instante gana popularidad en la escuela por su buena apariencia y carisma y se pone a tomar el control de la escuela. Como las personas comienzan a caer bajo el hechizo de Kyogoku, él secretamente manipula a sus seguidores y hace a un lado a cualquiera que se interponga en su camino. 
Con la escuela casi por completo bajo el control de Kyogoku, sólo un niño parece no estar afectado, Seki. Este chico junto con Kazumi luego tienen que salvar a todos los estudiantes y directivas de la escuela del control mental de Kyogoku.

## Personajes
Kenji Seki (関ケンジ Kenji Seki?)Voz por: Yuutaro Honjou
Natsuki (涼浦ナツキ Ryō Ura Natsuki?)Voz por: Mayu Watanabe
Ryouichi Kyougoku (京極リョウイチ Kyōgoku Ryōichi?)Voz por: Daisuke Ono
Kahori Haruka (春河カホリ Haruka Kahori?)Voz por: Kana Hanazawa
Yuriko Yamagiwa (山際ゆりこ Yamagiwa Yuriko?)Voz por: Haruka Tomatsu
Kyogoku Tsukaima (京極の使い魔 Kyōgoku no tsukaima?)Voz por: Hiroaki Hirata
Es una criatura misteriosa que controla el comportamiento de Ryouichi.
Koji Seki (関耕児 Seki kōji?)Voz por: Naoya Uchida
Es el abuelo de Kenji.
Saito Sensei (斉藤先生 Saitō sensei?)Voz por: Hidenobu Kiuchi
Yu Jinno (神野ゆう Kamino Yū?)Voz por: Ryohei Kimura
Es vicepresidente del consejo estudiantil.
Haruka Soga (曽我はるか Soga Haruka?)Voz por: Yui Ishikawa
Es el presidente del consejo estudiantil.
Daito Amano (天野だいと Soga Haruka?)Voz por: Taira Kikumoto
Secretario del consejo estudiantil.
Yukari Kondo (近藤ゆかり Kondō Yukari?)Voz por: Tomoyo Sasaki
Contabilidad del consejo estudiantil.
Chō nōryoku-sha (超能力者 Chō nōryoku-sha?)Voz por: Hidemitsu Shimizu.

## Producción
Personas que trabajaron en esta película.
- Idea original: Taku Mayumura
- Director: Ryosuke Nakamura
- Animación: Sanraizu
- Guion: Yuko Naito, Ryosuke Nakamura
- Diseño de personajes y director de animación: Hosoimieko
- Director artístico: Hidetoshi Kaneko
- Diseño de pantalla: Kenichi Shimizu
- Imágenes artísticas: Yoshitsugu Yoshida
- Combinación de colores: Yuko Kobari
- Director de fotografía: Shinichi Igarashi
- CG director: Tomohiko Suga
- Efectos especiales Kumiko Taniguchi
- Edición: Hida bun
- Director de Sonido: Hiroshi Shimizu
- Música: Qing Xiu Murai
- Distribución: Shochiku
- Producción: Comité de Producción de Nerawareta Gakuen (Sunrise, Aniplex, Sony Music Entertainment, Namco Bandai Games, Shochiku)

## Música
La música de la película estuvo a cargo de Supercell, una banda conformada por once personas, y uno de los integrantes de la banda es Ryo que fue el compositor del tema de la película. Mayu Watanabe la integrante de la banda AKB48 es la performance del tema musical de cierre o ending del proyecto y Seiyu de Natsuki.

### Temas musicales
- Tema de apertura u opening: Ginirohikousen (銀色飛行船)?) por Supercell.[2]
- Tema de cierre o ending: Sayonara no Hashi (サヨナラの橋?) por Mayu Watanabe.[1]